# Apiognomonia alniella
Apiognomonia alniella är en svampart som tillhör divisionen sporsäcksvampar, och som först beskrevs av Petter Adolf Karsten, och fick sitt nu gällande namn av Höhn.. Apiognomonia alniella ingår i släktet Apiognomonia, och familjen Gnomoniaceae. Arten är reproducerande i Sverige.